# 화순 문달환 초상
화순 문달환 초상(和順 文達煥 肖像)은 대한민국 전라남도 화순군 춘양면에 있는 일제강점기의 초상화이다. 2011년 12월 20일 전라남도의 유형문화재 제314호로 지정되었다.

## 개요
둔재 문달환의 초상화 3점은 1911년 4월에 석지 채용신이 그린 작품이다.
전신상은 비단에 채색을 하여 제작한 작품으로 둔재는 정면을 향하고 있다. 검은색 연속 문양이 장식된 화문석 위에 앉아 도포자락에 가려진 두 손을 무릎위에 올려놓고 있다. 복건을 높이 쓴 얼굴은 황토색으로 처리하고, 인자한 눈과 가만히 다문 입을 표현하여 조용하고 평온한 모습이다.
얼굴은 세세한 주름과 수염을 정치하게 묘사하여 실제 인물을 대하는 느낌이다. 전신상 2점은 거의 같은 작품이다.
반신상은 장지에 채색을 하여 그린 작품으로 크기가 작을 뿐 복건을 쓴 모습의 정면상이나 의습의 표현, 얼굴의 묘사가 전신상과 흡사하다.
세 작품 모두 채용신 작품에서 보이는 사실적인 외형표현과 대상인물의 성정을 잘 드러내는 전신의 표현이 잘 이루어진 작품이라고 할 수 있다.
문달환(1852~1938)의 본관은 남평으로 면암 최익현의 문인이다. 1905년 을사늑약으로 대한제국의 국권이 강탈당하자, 1906년 4월 태인 무성서원에서 면암 최익현이 의병을 모집할 때 문달환은 임병찬 등과 함께 참여하였다. 문달환은 일본 대마도까지 끌려가 가혹한 고문으로 다리가 불편하여, 일생을 두문불출하고 강도(講道)에 힘썼다. 순창 12의사의 한분으로 1990년 대통령표창 애족장이 추서(追敍)되었다.
채용신이 근대에 활동한 화가이기는 하지만 한국미술사에서 중요한 인물이고, 그의 작품들은 당시 상황을 잘 드러내는 인물들을 소재로 그림을 그렸다. 문달환 초상화는 전신상 2점과 반신상 1점이 유존해오고 있다는 점도 특이하고, 함께 항일에 참여했던 스승 면암 최익현의 초상화와 함께 제작되어 전래한다는 점도 중요한 의미가 있다.

## 같이 보기
- 문달환

## 참고 자료
- 화순 문달환 초상 - 국가유산청 국가유산포털